# Citisina
La citisina es un alcaloide quinolicidínico presente en Calia secundiflora y otras Fabaceae. En los últimos 40 años investigada en Bulgaria y otros países del Este, posteriormente comercializada para deshabituar del tabaquismo.
Fuente de la síntesis de vareniclina, hoy empleado para el mismo uso.
Es un agonista ganglionar con alta afinidad por el receptor nicotínico.

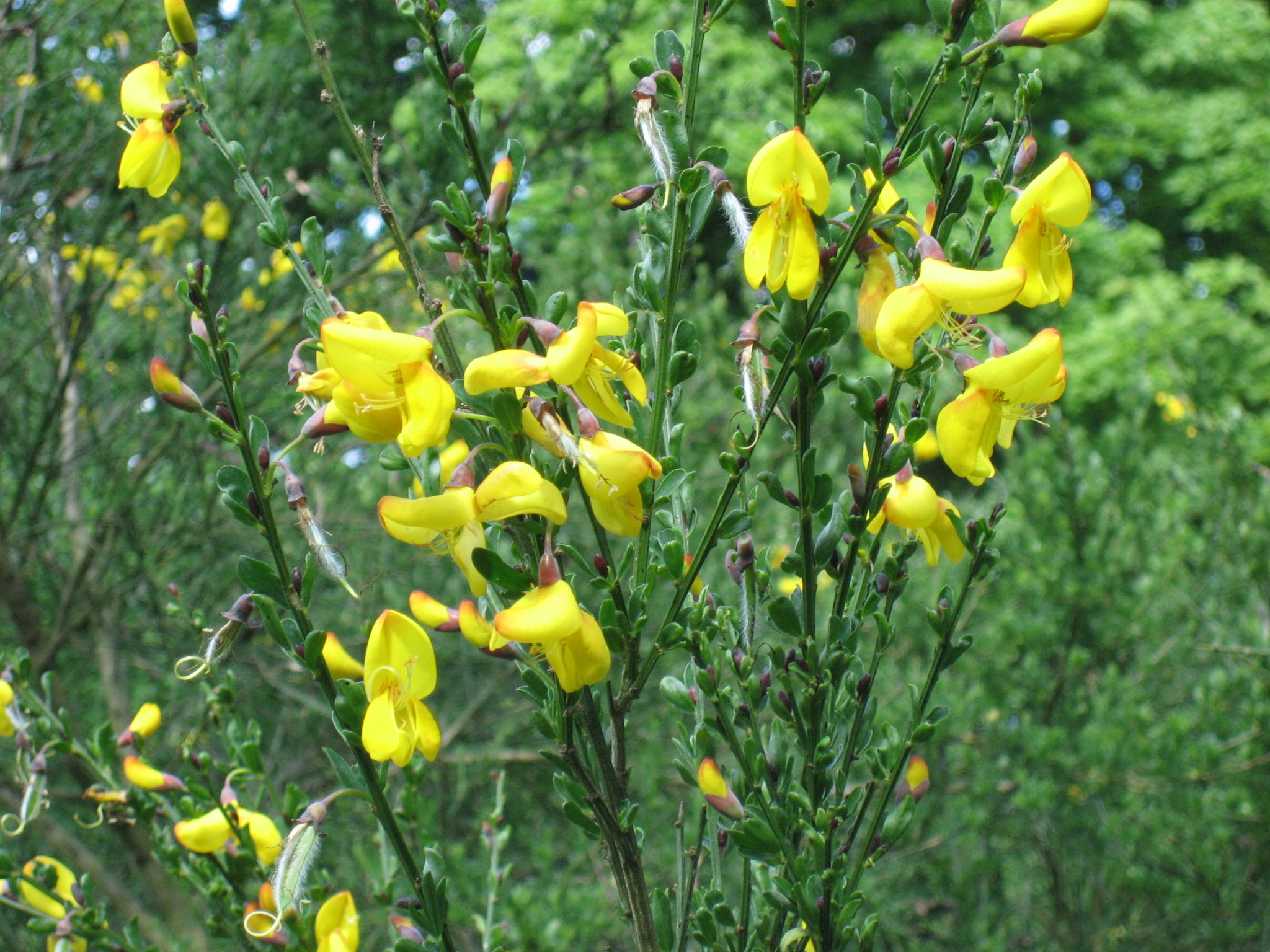
Cytisus scoparius, especie de la que se tomó el nombre.

## Historia
Fue descubierta en 1818 y sintetizada por primera vez en 1864. Un siglo después se comenzó a evaluar sus propiedades y a estudiar su utilización en terapias de cesación tabáquica, después de los informes anecdóticos de soldados rusos y alemanes que fumaban las hojas del Laburnum para satisfacer sus ansias de tabaco.  Actualmente, lleva años utilizándose con esa finalidad en varios países europeos.

## Propiedades de la citisina como ayuda para dejar de fumar
Un estudio publicado en The New England Journal of Medicine que analizaba la efectividad de este fármaco, encontró que quienes lo habían tomado mostraban tres veces más probabilidad de dejar de fumar que quienes habían recibido un placebo.
Su efectividad,  según otro estudio del Centro de Investigación de la Conducta Sanitaria de la Universidad de Londres, se debe a que la citisina simula los efectos que tiene la nicotina en el cerebro, estimulando las señales de recompensa. 
Otra investigación, llevada a cabo en Polonia con 1.542 adultos fumadores, encontró que 8,4% de los que habían tomado entre dos y seis tabletas del fármaco al día durante 25 días lograron dejar de fumar durante un año. Entre los fumadores que recibieron un placebo, sólo 2,4% dejaron de fumar, dicen los investigadores. 

## Mecanismo de acción
La estructura química de la citisina es similar a la de la nicotina. Provoca un efecto sobre los receptores nicotínicos de acetilcolina. La acción de la citisina es similar a la de la nicotina, pero en general es más débil. La citisina compite con la nicotina por los mismos receptores y gradualmente desplaza la nicotina al tener un enlace más fuerte. Tiene una menor capacidad de estimular los receptores nicotínicos, principalmente los del subtipo α4β2 (es su agonista parcial) y menos nicotina pasa al sistema nervioso central. Se ha planteado la hipótesis de que en el sistema nervioso central la citisina actúe sobre el mecanismo implicado en la dependencia de la nicotina y sobre la liberación de neurotransmisores. Previene la plena activación dependiente de nicotina del sistema dopaminérgico mesolímbico y aumenta moderadamente el nivel de dopamina en el cerebro, lo que alivia los síntomas centrales de abstinencia de nicotina. En el sistema nervioso periférico, la citisina estimula y luego infecta los ganglios autonómicos del sistema nervioso, provoca una estimulación refleja de la respiración y la secreción de catecolaminas de la parte central de la glándula suprarrenal, aumenta la presión arterial y previene los síntomas periféricos de la abstinencia de nicotina.